# Buntarō Futagawa
Buntarō Futagawa (二川 文太郎, Futagawa Buntarō), né le 18 juin 1899 et mort le 28 mars 1966, est un acteur, scénariste et réalisateur pionnier du cinéma japonais. Son vrai nom est Kichinosuke Takizawa (滝沢 吉之助, Takizawa Kichinosuke). En tant que scénariste, il emploie le nom de plume d'Otsuma Shinozuka (紫之塚 乙馬, Shinozuka Otsuma).

## Biographie
Buntarō Futagawa abandonne l'Université Chūō et entre à la société de production Taishō Katsuei à Yokohama en 1921, où il suit l'enseignement de Thomas Kurihara (en). La même année, il rejoint le Makino Educational Films Tojiin Studio à Kyoto en tant qu'acteur. Après avoir travaillé dans les départements de cinématographie, de comptabilité et de scénarisation, il devient réalisateur en 1923.
Buntarō Futagawa est le frère aîné du réalisateur Eisuke Takizawa. Il a réalisé plus de 80 de films et écrit une vingtaine de scénarios entre 1923 et 1955,.
Parmi les films de sa période muette qui ont survécu se trouvent le court métrage Gyakuryū (逆流) sorti en 1924, Orochi (雄呂血, litt. Le Serpent) sorti en 1925 ainsi que la première partie de Edo kaizokuden: Kagehōshi (ja) (1925).
À l'époque du cinéma muet, Buntarō Futagawa collabore à de nombreuses reprises avec l'acteur Tsumasaburō Bandō.

## Filmographie partielle

### Comme acteur
- 1921 : Jasei no in (蛇性の婬?) de Thomas Kurihara (en) : un mendiant

### Comme réalisateur
- 1923 : Shinkirō (蜃気楼?)
- 1924 : Kaiketsu taka (ja) (快傑鷹?)
- 1924 : Koi no karyūdo (恋の猟人?)
- 1924 : Gyakuryū (逆流?) (court métrage)
- 1925 : Orochi (雄呂血?)

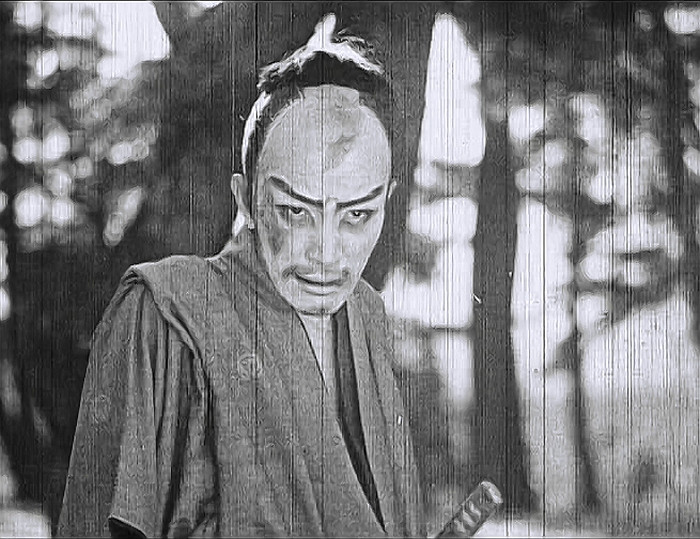
Tsumasaburō Bandō dans Gyakuryū (1924).

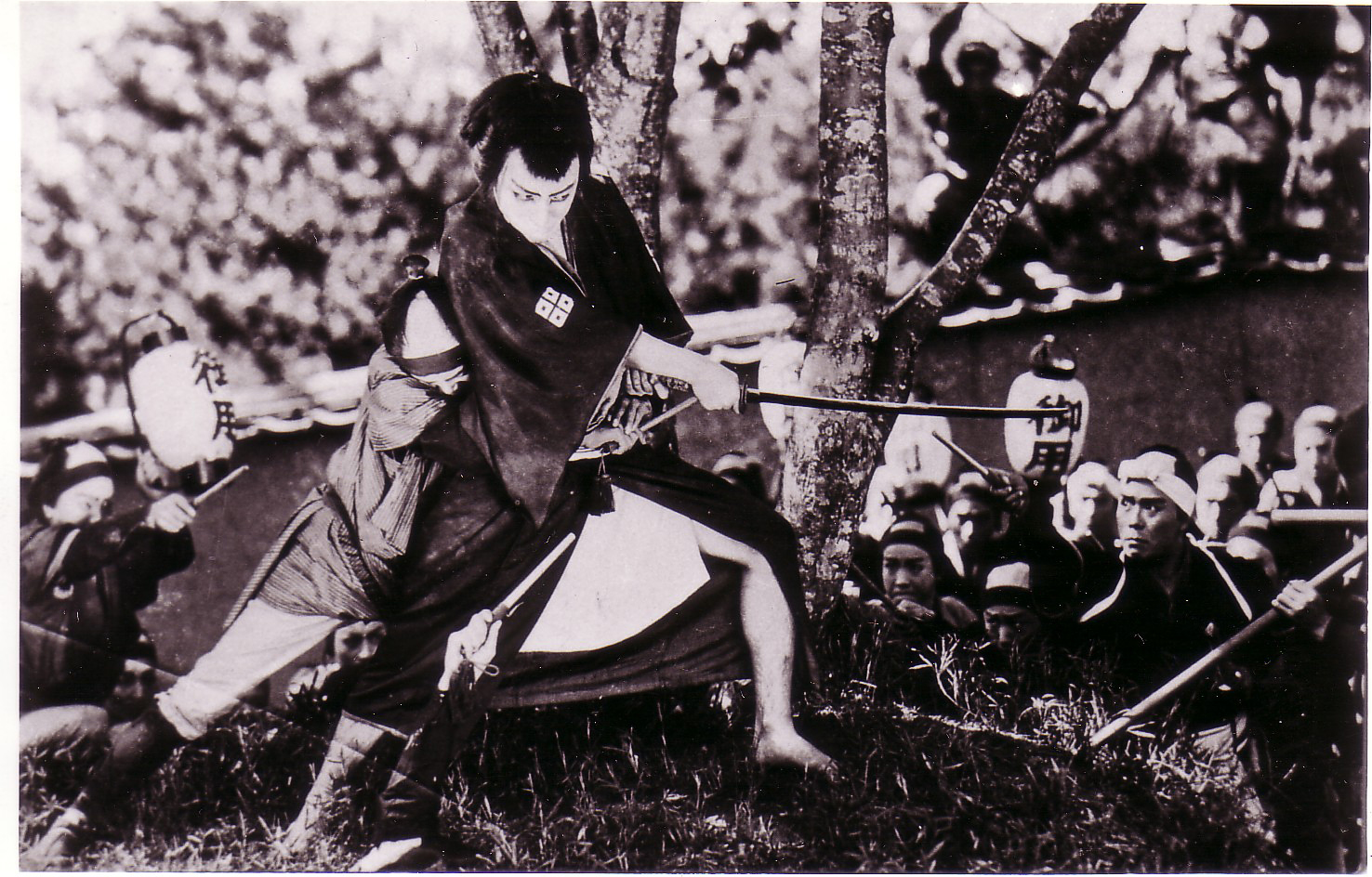
Tsumasaburō Bandō dans Orochi (1925).

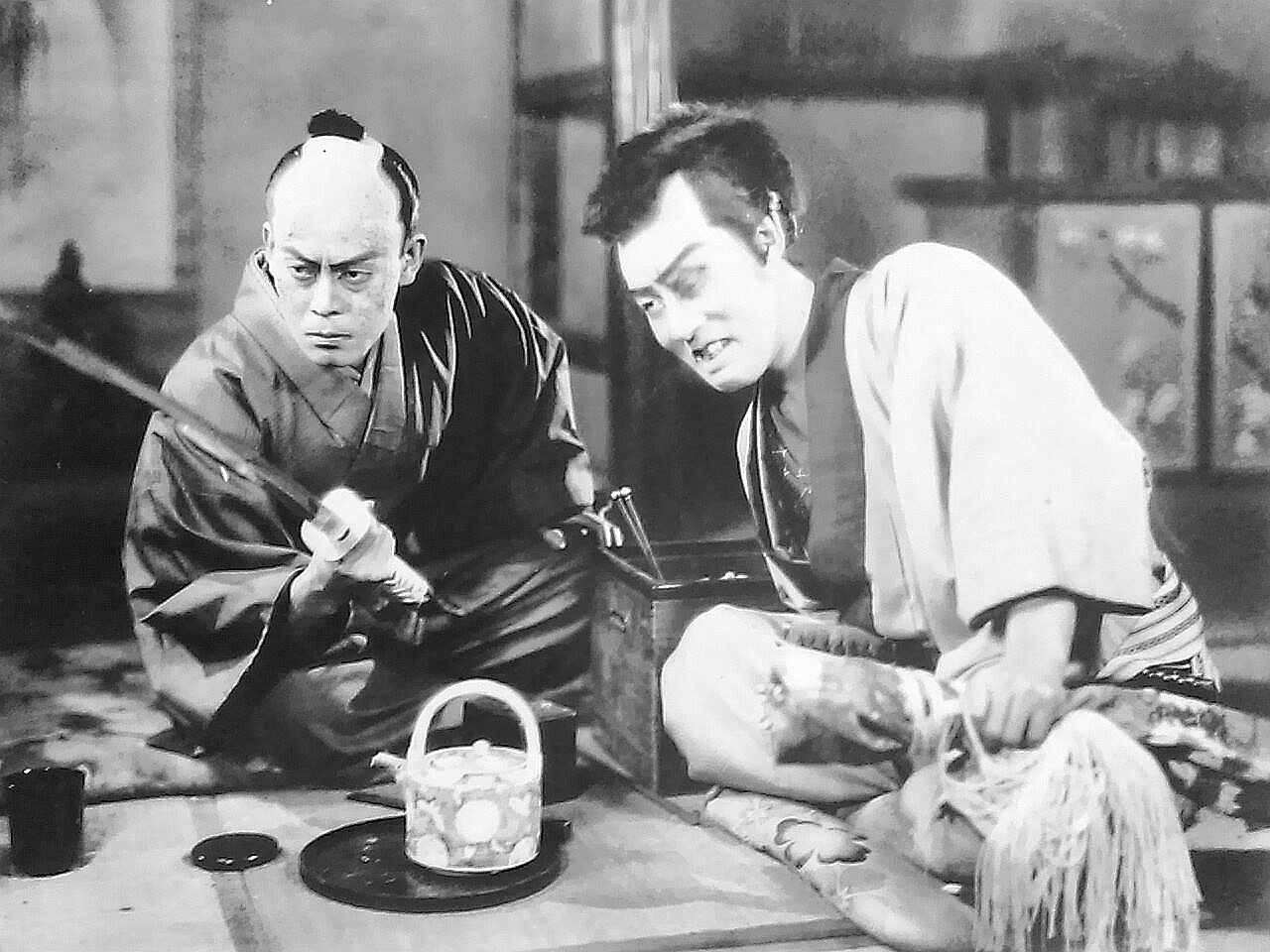
Reisaburō Yamamoto et Kanjūrō Arashi dans Shinban Ōoka seidan (1928).

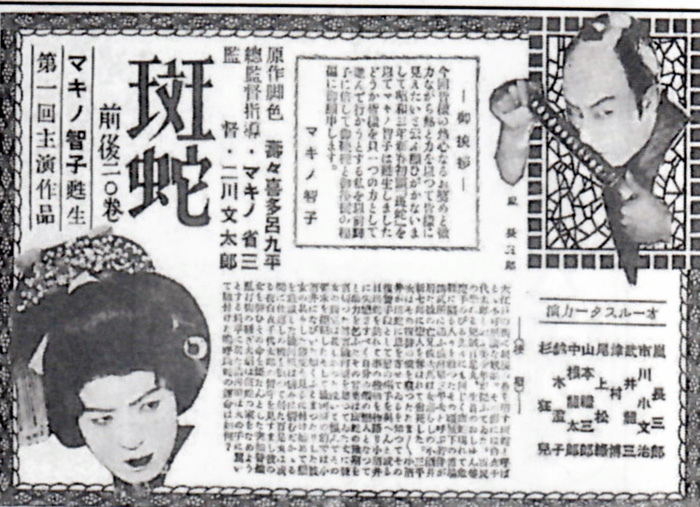
Affiche du film Madara hebi (1928).

- 1925 : Edo kaizokuden: Kagehōshi (ja) (江戸怪賊伝 影法師?) (film en deux parties)[6]
- 1926 : Kagebōshi torimonochō: Zenpen (影法師捕物帳 前篇?)
- 1927 : Kagebōshi torimonochō: Kōhen (影法師捕物帳 後篇?)
- 1928 : Madara hebi (斑蛇 前篇?)
- 1928 : Shinban Ōoka seidan - Zenpen (新版大岡政談 前篇?)
- 1928 : Shinban Ōoka seidan - Chūhen (新版大岡政談 中篇?)
- 1928 : Zoku madara hebi (続・斑蛇?)
- 1931 : Kagoya dainagon (かごや大納言?)
- 1931 : Rya kudatsu yo mego (掠奪よめご?)
- 1931 : Nagebushi Yanosuke: Michinoku no maki (投げ節弥之助 みちのくの巻?)
- 1931 : Nagebushi Yanosuke: Edo no maki (投げ節弥之助 江戸の巻?)
- 1932 : Yajikitā: Bijin sodoki (弥次喜多 美人騒動?)
- 1932 : Nawanuke Jihei: Shiranami saifu (縄抜け治兵衛 白浪財布?)
- 1932 : Kurama Tengu: Taifū no maki (鞍馬天狗 颱風の巻?)
- 1932 : Kamiyui shinza (髪結新三?)
- 1932 : Adauchi kyōdai kagami (仇討兄弟鑑?)
- 1933 : Kōsetsu: Nure tsubame (巷説 濡れつばめ?)
- 1933 : Tenmei hatamotogasa: Zenpen kōrui no maki (天明旗本傘 前篇紅涙の巻?)
- 1934 : Tenmei hatamotogasa: Kōhen hareruhi no maki (天明旗本傘 後篇晴れる日の巻?)
- 1934 : Rinzō shusse tabi (林蔵出世旅?)
- 1936 : Iseya koban (伊勢屋小判?)
- 1955 : Fukushū jōrurizaka (復讐浄瑠璃坂?) co-réalisé avec Kyōtarō Namiki